# Daniel Pfeiffer

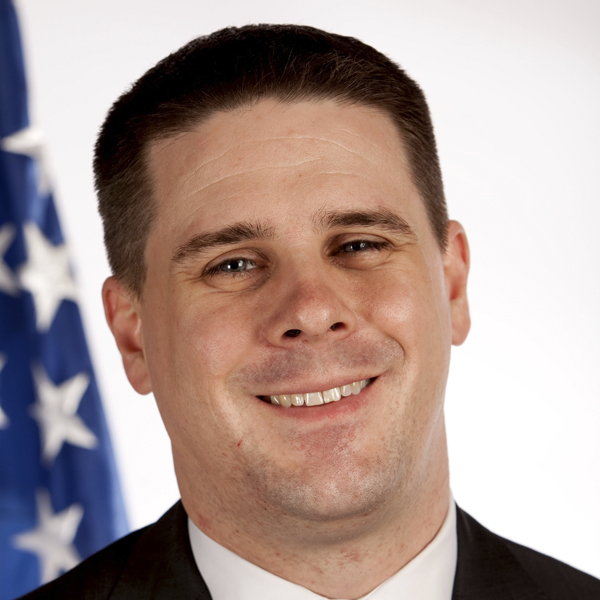
Daniel Pfeiffer

Howard Daniel „Dan“ Pfeiffer (* 24. Dezember 1975 in Wilmington, Delaware, Vereinigte Staaten) ist ein ehemaliger US-amerikanischer Berater für Strategie und Kommunikation von Präsident Barack Obama. Er diente Obama viele Jahre, unter anderem in verschiedenen Presse- und Kommunikationsaufgaben während der Präsidentschaftskampagne 2008, bei Obamas Wiederwahl und während Obamas Präsidentschaft. Er war Kommunikationsdirektor des Weißen Hauses.

## Leben
Pfeiffer wurde in Wilmington, Delaware, als Sohn von Vivian Lear (geborene Strange), einer Lehrerin, und Gary Malick Pfeiffer, einem Finanzvorstand von DuPont, geboren. Er schloss die Georgetown-Universität mit einem Master magna cum laude ab. Er begann seine Karriere als Sprecher für die Community Oriented Policing Services (COPS), eine Initiative aus der Präsidentschaft Bill Clintons. 2000 wechselte er ins Pressebüro von Al Gores Präsidentschaftskandidatur.
Nach der Wahl 2000 wechselte er zur Democratic Governors Association und arbeitete später für die Senatoren Tim Johnson, Tom Daschle und Evan Bayh. Pfeiffer arbeitete auch für Präsidentschaftskampagne 2008 von Evan Bayh, bis dieser 2006 seinen Verzicht erklärte.
Am 16. Juli 2006 heiratete Pfeiffer Sarah Elizabeth Feinberg, die Pressesprecherin für das Wahlbüro der Demokratischen Partei unter Leitung von Rahm Emanuel, dem späteren Stabschef von Barack Obama und Bürgermeister von Chicago. Sie lernten sich im Jahr 2000 kennen, als beide für Al Gores Präsidentschaftskampagne tätig waren, und trennten sich im Jahr 2011.
2007 wurde Pfeiffer von Pete Rouse für die Präsidentschaftskampagne zu Obamas Wiederwahl engagiert. Pete Rouse hatte ihn bereits früher engagiert, als Rouse Stabschef von Tom Daschle war. Pfeiffers erste Funktion war die des Pressesprechers der Präsidentschaftskampagne. Später wurde er zum Kommunikationsdirektor berufen.
Nachdem Pfeiffer im September 2013 mehrfach im Krankenhaus wegen schlaganfallähnlicher Symptome behandelt und Bluthochdruck diagnostiziert wurde, stellte er seine Ernährungsgewohnheiten um – von Diet Coke und Süßigkeiten zu Iced Tea und braunem Reis mit Hühnchen.

## Politik

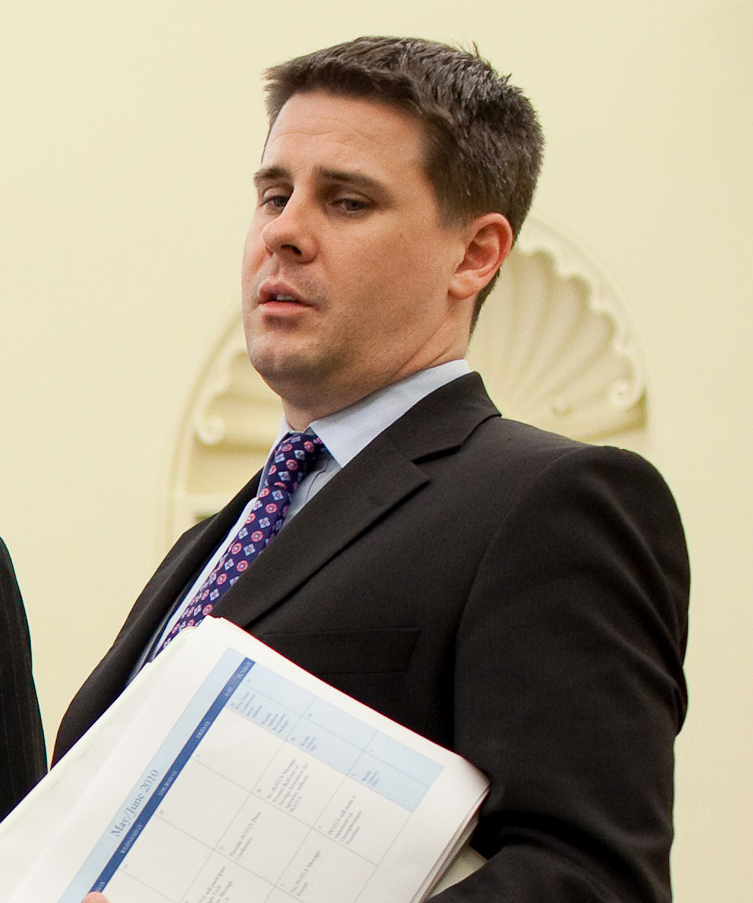
Daniel Pfeiffer (2010)

Nach der Präsidentschaftswahl 2008 war Pfeiffer für das Pressebüro des Obama/Biden-Übergangsteams verantwortlich und wurde später zum stellvertretenden Kommunikationsdirektor des Weißen Haus berufen. Nachdem Anita Dunn ein Jahr später das Weiße Haus verlassen hatte, wurde er zum Kommunikationsdirektor des Weißen Hauses ernannt. Diese Position füllte er für den Rest der ersten Präsidentschaft Obamas aus.
Im Januar 2013, zu Beginn von Obamas zweiter Amtszeit, wurde Pfeiffer als Berater für Strategie und Kommunikation berufen. Er übernahm die meisten Aufgaben von David Axelrod und David Plouffe. Seine Aufgabe als Kommunikationsdirektor übernahm Jennifer Palmieri.
Am 20. März 2014 verhängte Russland als Gegenmaßnahme zu den US-amerikanischen Sanktionen im Rahmen der Ukraine-Krise gegen Pfeiffer und 8 weitere US-Amerikaner Einreiseverbote.
Pfeiffer verließ das Weiße Haus am 6. März 2015. Er ging als letzter der engsten Vertrauten, die Obama seit dem Start seiner ersten Präsidentschaftskampagne 2007 berieten. Shailagh Murray übernahm seine Aufgabe als Seniorberater des Präsidenten.
Dan Pfeiffer war die treibende Kraft hinter dem Wandel der Kommunikationsstrategie des Weißen Hauses hin zu neuen, vor allem digitalen Kanälen wie Funny or Die, Buzzfeed, Facebook, Twitter und Medium.
Im Juni 2015 wurde bekannt, dass er zum Fernsehsender CNN gewechselt ist.